# The Bushido Blade
The Bushido Blade is een Amerikaanse-Britse historische martialartsfilm uit 1979, geregisseerd door Tsugunobu Kotani. Sonny Chiba, Toshiro Mifune, Mako, Laura Gemser en James Earl Jones verschijnen in deze film. Dit was de laatste filmverschijning van Richard Boone.

## Synopsis
Als commandant Matthew C. Perry in 1854 vanuit de VS naar Japan reist, betekent dit een keerpunt in de geschiedenis van beide landen. Ze ondertekenen een verdrag. Om dit te gedenken geeft de Japanse shogun Perry een geschenk: een stalen samoeraizwaard. Maar dan wordt het geschenk gestolen. Amerikaanse matrozen en Japanse samoerai worden eropaf gestuurd om het terug te vinden.

## Rolverdeling
| Acteur           | Personage                                     |
| ---------------- | --------------------------------------------- |
| Frank Converse   | Kapitein Lawrence Hawk                        |
| Richard Boone    | Commandant Matthew C. Perry                   |
| Laura Gemser     | Tomoe                                         |
| Sonny Chiba      | Prins Ido                                     |
| Tetsuro Tamba    | Heerser Yamato                                |
| Toshiro Mifune   | Bevelhebber Akira Hayashi                     |
| Mako             | Enjiro                                        |
| Timothy Murphy   | Adelborst Robin Gurr                          |
| Mike Starr       | Hoofdmatroos Cave Johnson (als Michael Starr) |
| James Earl Jones | Gevangene                                     |
| Mayumi Asano     | Yuki                                          |
| Bin Amatsu       | Baron Zen                                     |
| Kin Omae         | Rikishi (sumoworstelaar)                      |